# Stężenie molalne
Stężenie molalne (molalność) – jeden ze sposobów wyrażenia stężenia substancji w mieszaninie (roztworze), zdefiniowany jako stosunek liczby moli substancji rozpuszczonej do masy rozpuszczalnika:
{\displaystyle m_{A}={\frac {n_{A}}{m_{rozp}}}}
gdzie:
{\displaystyle m_{A}} – stężenie molalne składnika A,
{\displaystyle n_{A}} – liczba moli składnika A,
{\displaystyle m_{rozp}} – masa rozpuszczalnika.
Molalność roztworu jest najczęściej stosowana do roztworów ciekłych i wyrażana jednostce mol/kg. W przeciwieństwie do stężenia molowego, molalność jest niezależna od temperatury i ciśnienia.
W literaturze spotykane są również pojęcia „molarności” bądź „stężenia molarnego” stosowane w rozumieniu stężenia molalnego. Międzynarodowa Unia Chemii Czystej i Stosowanej (IUPAC) podaje jednak pojęcie molarity (molarność) jako synonim stężenia molowego, natomiast definicji stężenia molalnego przyporządkowany jest termin molality (molalność).